# Колинько, Юрий Владимирович
Ю́рий Влади́мирович Колинько́ (7 ноября 1945 — 30 июля 2008, Краснодар) — советский футболист, нападающий, полузащитник, футбольный тренер. Мастер спорта (1969 год).

## Карьера

### Клубная
Начинал с дворового футбола, играл за детскую команду совхоза «Солнечный». Серьёзно заниматься футболом начал после того, как его на городском первенстве заметил бывший тренер «Кубани» Лев Забутов, в те времена возглавлявший группу подготовки клуба. В 1964 году уже играл за дублирующий состав «Кубани», где хорошо себя проявил, благодаря чему в июле 1965 года был приглашён Йожефом Бецой в ростовский СКА, куда в итоге отправился ввиду призыва в армию, в том сезоне сыграл 4 матча. В следующем году сыграл уже 9 матчей, забил 2 гола, команда стала вице-чемпионом СССР.
В сезоне 1967 года сыграл в 10 матчах и обратил на себя внимание возглавлявшего московское «Динамо» Константина Бескова, который пригласил его в московский клуб, где Колинько и начал сезон 1968 года, однако, закрепиться в составе ему не удалось, и уже в июне, так и не сыграв за «Динамо» ни одного матча, вернулся в СКА, где и доиграл сезон, проведя 7 встреч.
В 1969 году вернулся в родную «Кубань». В том сезоне провёл 36 матчей, в которых забил 6 голов, чем помог команде занять 3-е место во второй подгруппе класса «А». В следующем году сыграл уже 39 матчей, снова забив 6 мячей, чего ему на этот раз хватило, чтобы стать лучшим бомбардиром клуба в сезоне. Команда заняла 16-е место, но ввиду очередной реорганизации первенства СССР, оказалась во второй лиге, где провела следующие три сезона. В розыгрышах 1971 и 1972 годов Колинько сыграл, соответственно, 34 и 35 матчей, в которых забил 14 и 11 мячей, что позволило ему оба раза становиться лучшим бомбардиром команды (в 1972 году разделил это звание ещё с двумя игроками). В последнем сезоне 1973 года провёл 19 матчей в лиге, в которых забил 4 мяча, одну встречу сыграл в финальной серии и стал, вместе с командой, победителем второй лиги СССР и чемпионом РСФСР. Затем, из-за разногласий с руководством клуба, вынужден был уйти, какое-то время играл на любительском уровне.

### Тренерская
С 1977 года работал тренером в школе «Кубани». С 1983 года был помощником главного тренера «Кубани», а с августа 1985 по 1986 год  сам возглавлял команду.

## Характеристика
По мнению Станислава Шмерлина, бывшего тренера Колинько в «Кубани», знавшего его ещё по играм за СКА (когда сам Шмерлин возглавлял одесский «Черноморец»), Колинько обладал своеобразной манерой игры, будучи мощным физически, фактурным форвардом, он, тем не менее, не относился к много бегающим по полю игрокам, но несмотря на это, действовал очень продуктивно, практически не допускал технического брака, отлично раздавал передачи партнёрам, забивал очень красиво и довольно много, играл интеллигентно и тонко, кроме того, был порядочен и кристально честен вне поля.

## После карьеры
В последние годы жизни работал начальником отдела в структуре «Газпрома». Умер 30 июля 2008. Через неделю, 6 августа, в 1/16 финала Кубка России встретились его бывшие команды — «Кубань» и московское «Динамо». В память о нём перед матчем была объявлена минута молчания.

## Достижения
Чемпион РСФСР: 1973